# Nicole Bourdiau
Nicole Bourdiau, née le 2 juin 1948 à Écuisses, est une gymnaste artistique française.
Elle est sacrée championne de France du concours général de gymnastique artistique en 1970.
Elle dispute les épreuves de gymnastique aux Jeux olympiques d'été de 1968, sans obtenir de podium.